# كاثي جانون
كاثي جانون (بالإنجليزية: Kathy Gannon)‏ هي صحفية أمريكية، ولدت في 1954 في تيمينز في كندا.